# 韋克斯福德縣 (密西根州)
韋克斯福德县（英語：Wexford County）是美国密西根下半島西北部的一個縣，面積3,889平方公里。根據2020年美國人口普查，共有人口33,673人。縣治卡迪拉克（Cadillac）。該縣成立於1840年4月1日，原名科塔沃貝特郡（Kautawaubet），1843年3月8日改用現名；縣政府成立於1869年3月30日。縣名來自爱尔兰的同名郡。。

## 外部連結
- . Wexford County, Michigan.   [2019-05-10]. （原始内容存档于2021-02-13） （美国英语）.
- . Wexford County Sheriff's Office.   [2019-05-10]. （原始内容存档于2021-01-21） （美国英语）.